# ラシャード・マキャンツ
ラシャード・マキャンツ（Rashad McCants、1984年9月25日 - ）はアメリカ合衆国ノースカロライナ州アッシュビル出身の元バスケットボール選手。ポジションはシューティングガード。

## 経歴
ノースカロライナ州アッシュビルで生まれたマキャンツは同市内の高校に進学したが、後にニューハンプシャー州に転校した。高校ではニューイングランドAリーグのMVPに選ばれ、2002年のマクドナルドAll-Americanチームに後に大学でチームメイトとなるレイモンド・フェルトン、ショーン・メイらとともに選出された。名門ノースカロライナ大学進学後、2005年にNCAAトーナメントを制した。
2005年のNBAドラフトでミネソタ・ティンバーウルブズから全体14位で指名されてNBA入り。この年のドラフトでは同じ大学から1巡目で4人が指名される快挙となった。プロ入り後の最初の2年は怪我に悩まされ、期待通りの活躍を見せることは出来なかったが、2007-2008シーズンは主にシックスマンとして起用され、短い時間の中で、2008年1月4日のデンバー・ナゲッツ戦ではキャリアハイとなる34得点、1月8日のマイアミ・ヒート戦では8リバウンド、他にも同年1月中は6アシストを5回記録するなど爆発的な活躍を見せた。また、2008年12月にはニューヨーク・ニックス戦で7つの3ポイントシュートを決め、チームを勝利に導いている。
2009年2月29日、カルビン・ブースとともにシェルデン・ウィリアムス、ボビー・ブラウンとのトレードでサクラメント・キングスに移籍した。

## 個人成績

### NBAレギュラーシーズン
| シーズン | チーム | GP  | GS | MPG  | FG%  | 3P%  | FT%  | RPG | APG | SPG | BPG | TO   | PPG  |
| -------- | ------ | --- | -- | ---- | ---- | ---- | ---- | --- | --- | --- | --- | ---- | ---- |
| 2005–06  | MIN    | 79  | 12 | 17.2 | .450 | .372 | .736 | 1.8 | .8  | .6  | .3  | 1.09 | 7.9  |
| 2006–07  | MIN    | 37  | 0  | 15.0 | .350 | .267 | .690 | 1.3 | 1.0 | .7  | .2  | 1.08 | 5.0  |
| 2007–08  | MIN    | 75  | 24 | 26.9 | .453 | .407 | .748 | 2.7 | 2.2 | .9  | .2  | 2.29 | 14.9 |
| Career   |        | 191 | 36 | 20.6 | .441 | .379 | .734 | 2.1 | 1.4 | .7  | .2  | 1.51 | 10.1 |